# Скоморохи (Житомирський район)
Скоморохи́ — село в Україні, у Станишівській сільській територіальній громаді Житомирського району Житомирської області. Населення становить 724 особи (2001).

## Історія
Поблизу села знаходиться поселення ІІ-І тис. до н. е., І тис. до н. е., городище-замчище ХІІ-ХІІІ ст. та XVI—XVIII ст.
У 1581 році належало Стефану Філіповському, у 1628 — Адаму Філіповському і Северину Потоцькому.
Село як складова фундушу було віддане дідичем Северином Потоцьким монахам-кармелітам Бердичівського монастиря.
У 1781 р. на кошти прихожан була побудована дерев'яна церква Різдва Предтечі. Була каплиця над благодатним джерелом.
У 1889 році село «при дорозі з Городища до Станишівки», власність церковна. Римо-католицька громада належала до парафії Ліщин.
У 1902 році налічувало 789 мешканців, православна парафія з центром у с. Піски.
У 1906 році — село Левківської волості Житомирського повіту Волинської губернії. Відстань від повітового міста 11 верст, від волості 9. Дворів 108, мешканців 511.
Село постраждало внаслідок геноциду українського народу, проведеного урядом СРСР у 1932—1933 роках.
16 листопада 1942 року очільник генерального округу "Житомир" Ернст Ляйзер видав наказ про створення адміністративного округу "Геґевальд" ("Заповідний ліс") — адміністративно-територіальної одиниці Генеральної округи Житомир Райхскомісаріату Україна, куди увійшло село. У складі округу село перебувало до приходу Червоної армії у лютому 1944 року.
У 1933—54 роках — адміністративний центр Скоморохівської сільської ради Житомирського району.
12 червня 2020 року, відповідно до розпорядження Кабінету Міністрів України № 711-р «Про визначення адміністративних центрів та затвердження територій територіальних громад Житомирської області» увійшло до складу Станишівської сільської територіальної громади.
19 липня 2020 року, в результаті адміністративно-територіальної реформи та ліквідації Житомирського району (1939—2020), село увійшло до складу новоутвореного Житомирського району.

## Населення

### Мова
Розподіл населення за рідною мовою за даними перепису 2001 року:
| Мова       | Кількість | Відсоток |
| ---------- | --------- | -------- |
| українська | 663       | 91.57%   |
| російська  | 61        | 8.43%    |
| Усього     | 724       | 100%     |

## Відомі люди
- Винниченко Ігор Іванович (*6 червня 1957) — український історико-географ, етногеограф, кандидат географічних наук, доцент Київського національного університету імені Тараса Шевченка.